# Ophiomisidium crosnieri
Ophiomisidium crosnieri is een slangster uit de familie Ophiuridae.
De wetenschappelijke naam van de soort werd in 1986 gepubliceerd door Alain Guille & C. Vadon.